# گابریلا ویلمس
گابریلا ویلمس (انگلیسی: Gabriella Willems؛ زادهٔ ۱ ژوئیهٔ ۱۹۹۷) جودوکار زن اهل بلژیک است.